# 卡尔维尼亚诺
卡尔维尼亚诺（義大利語：Calvignano），是意大利帕维亚省的一个市镇。总面积6.91平方公里，人口131人，人口密度19.0人/平方公里（2009年）。国家统计（ISTAT）代码为018025。